# Manyar Sabrangan
Manyar Sabrangan is een bestuurslaag in het regentschap Soerabaja van de provincie Oost-Java, Indonesië. Manyar Sabrangan telt 18.484 inwoners (volkstelling 2010).